# 新凤凰站
新凤凰站是位于湖南凤凰县木江坪镇的一个铁路车站，邮政编码416205。车站建于1978年，有焦柳铁路经过该站，现仅办理货运业务，不办理客运业务。车站距离月山站1130公里，隶属广铁集团，是四等站。